# Malformazione
La malformazione, in biologia e in medicina, è un tipo di anomalia congenita che porta a un macroscopico difetto o a un'anomalia di sviluppo totale o parziale di un organo o di una parte più estesa dell'organismo e che trova origine durante lo sviluppo prenatale in fase embrionale o fetale. Nei testi specializzati si trova definita come un processo di sviluppo intrinsecamente anomalo per indicare che la causa è esclusivamente un'anomalia cromosomica (sono coinvolti quasi esclusivamente loci genetici multipli e raramente singoli geni). Le malformazioni non vanno quindi confuse con le deformazioni le quali sono il risultato di anomalie di forma acquisite per fattori meccanici, come la compressione, durante lo sviluppo intrauterino o dopo la nascita o con le interruzioni o distruzioni che indicano invece dei disturbi estrinseci, cioè causati dall'esposizione a teratogeni (come agenti tossici o virus). Il distinguo è di fondamentale importanza poiché solo le malformazioni presentano un rischio di recidiva.